# غرب ایالات متحده آمریکا
غرب ایالات متحده‌ی آمریکا (به انگلیسی: Western United States) ناحیه‌ای از مناطق جغرافیایی و فرهنگی ایالات متحده‌ی آمریکا است.
آمریکاییان، اغلب از ایالات غربی به عنوان آخرین ایالاتی که مهاجران در آن ساکن شدند، نام می‌برند، اما قدمت اسکان مهاجران در کالیفرنیا بیشتر از اکثر ایالات غرب میانه است. چندین سال پیش از جنگ استقلال آمریکا، کشیش‌های اسپانیایی برای تبلیغ مسیحیت به کالیفرنیا می‌رفتند. در سدهٔ نوزدهم نیز کالیفرنیا و اورگن پیش از بسیاری از ایالت‌های شرقی به ایالات متحدهٔ آمریکا پیوستند.
جمعیت در ایالات غربی پراکنده و کم است، زیرا میلیون‌ها هکتار از زمین‌های بکر و دست نخورده این ایالات به صورت پارک‌های ملی و در تملک دولت فدرال می‌باشد. پارک‌های ملی یوسیمیتی، یلواستون، سکویا و دره مرگ (دس ولی) همگی در این مناطق واقع شده‌اند. این پارک‌های ملی محلی برای تفریح و گذراندن اوقات فراغت آمریکایی‌ها و هم چنین فعالیت‌هایی نظیر ماهی‌گیری، چادر زدن، پیاده‌روی، قایق‌سواری، هیزم شکنی و استخراج معادن هستند.

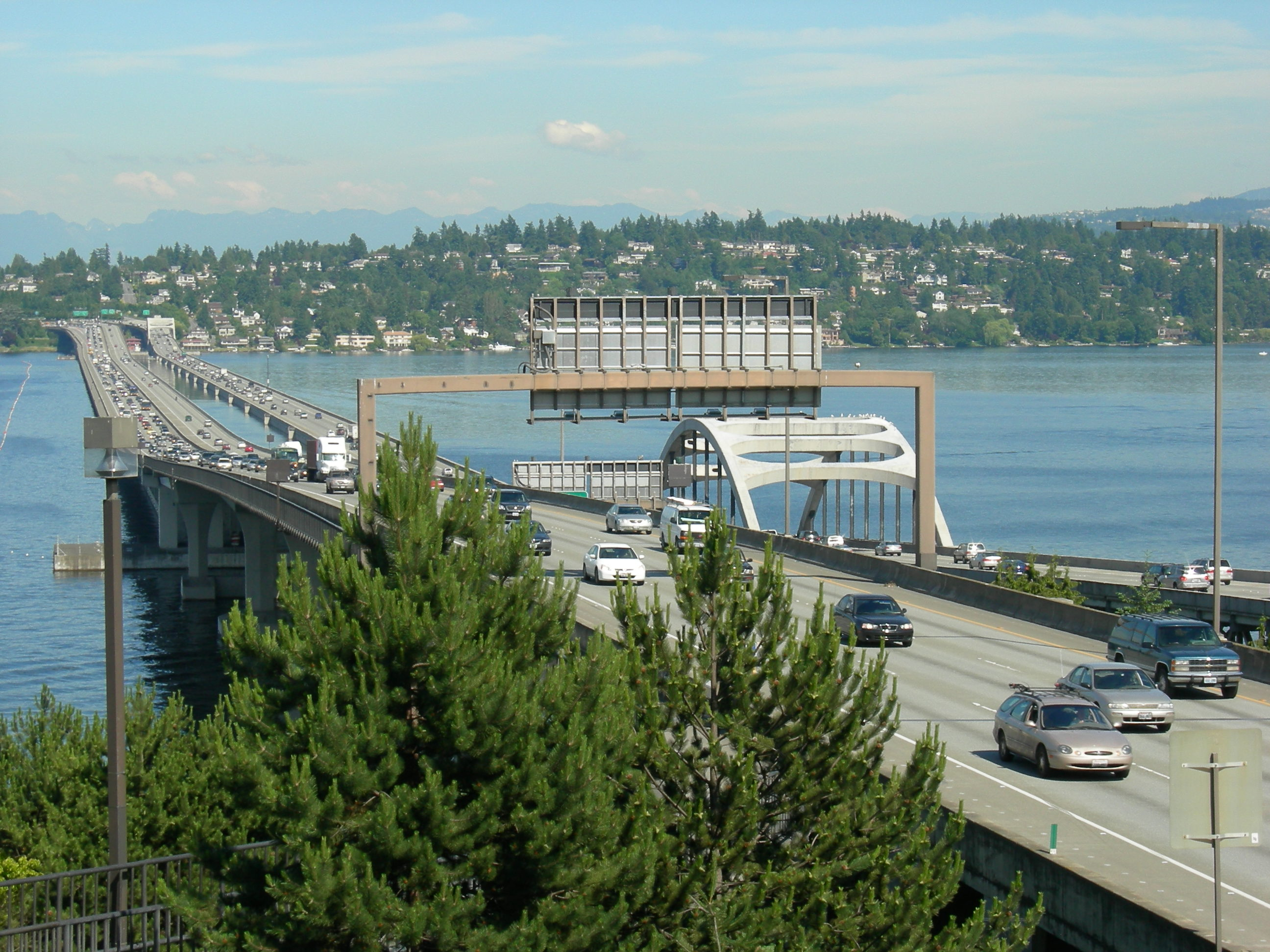
پل دریاچهٔ واشینگتن در حومهٔ شهر سیاتل، واشینگتن.

قسمت‌های جنوبی ایالات غربی پیشتر متعلق به کشور مکزیک بوده‌است و آمریکا پس از جنگ‌هایش با مکزیک میان سال‌های ۴۸–۱۸۴۶ این ایالات را به خاک خود ضمیمه کرد. از همین رو تأثیر فرهنگ و آداب و رسوم مکزیک را به وضوح در این قسمت‌ها می‌توان دید و درصد بالایی از جمعیت این نواحی از تبار آمریکایی-مکزیکی هستند.
- لس آنجلس به عنوان دومین شهر بزرگ ایالات غربی، به علت صنعت فیلم‌سازی هالیوود که در آن مستقر است شهرت زیادی کسب کرده‌است. به علت رشد سریع لس‌آنجلس و همچنین وجود درهٔ سیلیکون یا «سیلیکون ولی» در نزدیکی سن‌خوزه، کالیفرنیا تبدیل به پرجمعیت‌ترین ایالت آمریکا شده‌است. در کل، جمعیت ایالات غربی نرخ رشد بالایی دارد؛ همچنین لاس وگاس و ایالت نوادا که به عنوان مراکز بازی قمار در جهان شناخته می‌شوند.
- آلاسکا که شمالی‌ترین ایالت آمریکا می‌باشد، محل زندگی تعداد کمی از پرطاقت‌ترین افراد می‌باشد. قسمت اعظم آلاسکا جزو مناطق حفاظت وحش یا پارک ملی می‌باشد. هاوایی تنها ایالت آمریکا است که در آن تعداد آمریکاییان با اصلیت آسیایی بیشتر از تعداد آمریکاییان با اصلیت اروپایی می‌باشد. البته از سال‌های آغاز دههٔ ۱۹۸۰ تعداد بسیار زیادی از آسیایی‌ها به کالیفرنیا و خصوصاً لس‌آنجلس مهاجرت کرده‌اند.

مشهورترین نویسندگان غرب عبارت‌اند از: جان اشتاین بک، که رمان خوشه‌های خشم او بسیار معروف می‌باشد و زین گری، زادهٔ اوهایو و مقیم در کالیفرنیا، که رمان او به نام «سواران مراتع آتشین» تصویری ایده‌آلیستی از غرب اولیه ارائه می‌دهد.
از چشم‌اندازهای مشهور غرب می‌توان به برج شیطان در وایومینگ (این برج را در فیلم برخورد نزدیک از نوع سوم می‌توانید ببینید) و پل رنگین کمان در یوتا، بزرگ‌ترین پل طبیعی جهان، اشاره کرد.